# Бахнеле (Вранча)
Бахнеле (рум. Bahnele) насеље је у Румунији у округу Вранча у општини Винтиљаска. Oпштина се налази на надморској висини од 817 m.

## Становништво
Према подацима из 2002. године у насељу је живело 647 становника, од којих су сви румунске националности.